# Криве над Сяном
Криве над Сяном — давнє бойківське село на історичних українських землях ще з часів України-Руси.  Зараз терени села є в кордонах сучасної Польщі: ґміна Літовища, Бескидський повіт (центр повіту Устріки Долішні), Прикарпатське воєводство (центр воєводства Ряшів).

## Назва
У ході кампанії перейменування українських назв село в 1977—1981 рр. називалось Кшиве (пол. Krzywe).

## Історія
Першу згадку про село датують 1526 роком, як власність роду Кмітів. Село було засновано на волоському праві з 1502 року. Ймовірно, поселення існувало раніше на руському праві і було закладене за часів Русі. До 1772 р. село знаходилося в Сяноцькій землі Руського воєводства. 
У 1772-1918 рр. село було у складі Австро-Угорської монархії, у провінції Королівство Галичини та Володимирії. 
Словник географічний Королівства Польського та інших держав слов'янських, 1880 року, про село КРИВЕ над СЯНОМ: "Село Криве за Творивним міститься на лівому березі річки Сян, у повіті Лісько, на висоті 506 м над рівнем моря. В селі існує греко-католицька парафія з церквою. Римо-католицької парафії та костела у селі немає. Мешканці Кривого римо-католицького віросповідання належать до римо-католицької парафії у с Полянки. Уряд поштовий міститься у с. Хревть. Південні терени села то є великі лісові бори, переважно букові, які густо вкривають там гори. Найвища гора на південних теренах Кривого — гора Магура Кривицька, її вершина Столи сягає 967 м над рівнем моря. На північних теренах села, на правому березі Сяну тягнеться заліснене гірське пасмо Вотрит, окремі вершини якого сягають висоти 846 м над рівнем моря. Ґрунти не є надто придатні для сільськогосподарської праці, тож обробок землі вимагає багато праці і догляду. На 1880 рік у селі мешкає 403 мешканці. З них 6 осіб мешкає у панському дворі, а 397 у самому селі. Власник панського маєтку — Микола Писарчук, греко-католик (русин).
З 403 мешканців Кривого на 1880 рік — 329 мешканців греко-католицького визнання (себто русини); 74 мешканці римо-католицького визнання (поляки і русини). Інакше сказати, у Кривому на 1880 рік — 81,64% греко-католиків (русини); — 18,36% римо-католиків (поляки і русини).
Панський маєток у Кривому обіймає 334 морги ріллі, 77 моргів луків та городів, 159 моргів пасовищ і 1 154 морги лісу.
Селянські наділи разом обіймають 476 морги ріллі, 246 моргів луків та городів і 215 моргів пасовищ.
На Заході Криве межує з селом Творивне. На Сході — з селом Гільське.
У 1919-1939 рр. входило до Ліського повіту Львівського воєводства (у 1934-1939 рр. — ґміна Затварниця). На 01.01.1939 р. в селі проживало 670 мешканців, з них 620 українців, 30 поляків і 20 євреїв.
Після Другої світової війни українське населення піддане етноциду. 6 червня 1946 р. 18 родин (84 особи) насильно виселені Військом польським із села на територію СРСР — гнали пішки до станції Устрики Долішні, два тижні тримали під відкритим небом і 23.06.1946 повезли через Дрогобич ешелоном № 11 у Херсонську область. Близько 450 осіб в 1947 році під час Операції Вісла були депортовані через станцію Лукавиця на понімецькі землі, ще близько 40 осіб уникнули депортації і перейшли Сян на радянський бік коло сіл Райське-Студенне.
У 1975-1998 роках село належало до Кросненського воєводства.

## Церква Св. Параскеви
Перші згадки про церкву в селі датуються 1589 роком. Муровану будівлю церкви зведено 1842 року. В 1916 відремонтована і частково перебудована. Була парафіяльною церквою Затварницького деканату (з 1924 р. — Лютовиського деканату) Перемишльської єпархії УГКЦ. До парафії також належали села Творильне і Гільське. Зараз — занедбана, без даху. Дві ікони з Кривого знаходяться в музеї в Сяніку: Успіння Богородиці (XVII/XVIII ст.) і св. Юрія (XVIII ст.).